# Janez Wutte
Janez Wutte (ilegalno ime Luc), slovenski narodni delavec in partizan na avstrijskem Koroškem, * 26. december 1918, Vesele (nemško Vesielach), † 2002.
Po končani ljudski šoli je delal na domači kmetiji. Pred začetkom vojne se je vključeval v boj za narodne pravice koroških Slovencev, bil po anšlusu 1938 je bil mobiliziran v Wehrmacht, kjer se je povezal s  protinacističnim odporniškim gibanjem. Aprila 1944 se je po dopustu vključil koroške partizanske enote ter delal kot aktivist velikovškem okrožju OF. Po vojni si je prizadeval za uveljavljanje pravic koroških Slovencev, kar je bilo zelo težko v času britanske zasedbe (1945-1955), in bil zaradi politične dejavnosti dvakrat aretiran in zaprt. V letih 1965−1972, 1979-1982 podpredsednik in tajnik Zveze slovenskih organizacij in predsednik Zveze koroških partizanov (1988-1997). Prejel je več odlikovanj; med drigimi tudi častni znak osvoboditve Avstrije.